# الشورجة

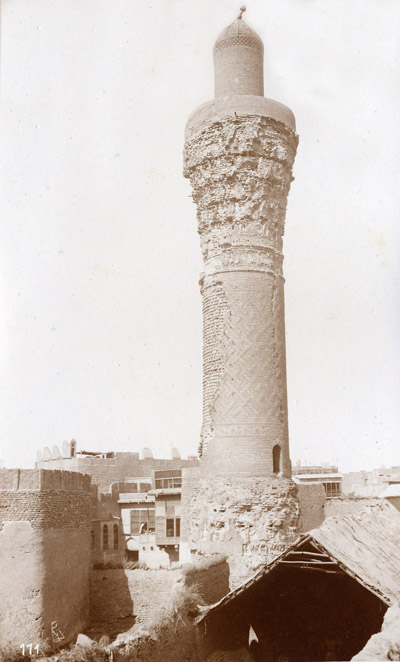
منارة ومئذنة جامع الخلفاء كما صورها مصور ألماني خلال زيارته للعراق عام 1911م، وهي أقدم منارة باقية في بغداد وتقع في سوق الغزل في الشورجة، حيث أن المنارة الظاهرة في الصورة قد بناها ابن هولاكو خلال القرن الثالث عشر ميلادي بعد أن كانت قد تدمرت عند دخول جيش المغول بغداد

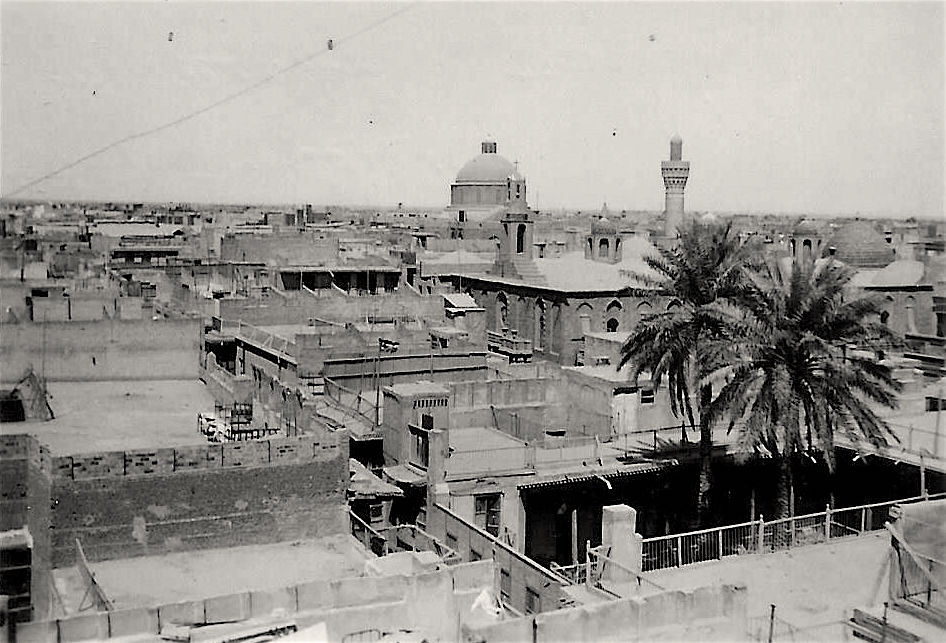
منطقة الشورجة عام 1942.

سوق الشورجة من أسواق بغداد القديمة والمشهورة يعود تاريخ إنشائه إلى عصر الدولة العباسية المتأخر، ويمتد موقعها القديم من شارع الكفاح ثم شارع الجمهورية ولغاية موقع جامع مرجان في شارع الرشيد.

## أصل السوق وتسميته
كان اسمه سوق الريحانيين، ثم استبدل إلى سوق العطارين وأخيراً سمي سوق الشورجة، ويقع سوق الشورجة في محلة الشورجة التي كان اسمها قبل ذلك محلة التمّارة لأن التمور كانت تباع في أسواقها.
لقد اختلف المؤرخون والباحثون في أصل تسمية الشورجة وتعددت آراؤهم، فيؤكد جلال الدين الحنفي أن كلمة الشورجة منحدرة من كلمة فارسية شورگاه أي محل الشورة أو شورچاه (بئر المالح) إذ كانت محلة الشورجة قديما بئرا أو بركة ماء فحرّفت إلى الشورجة.
أما الباحث سالم الآلوسي فيقول إن أصل كلمة الشورجة جاءت من (الشيرج) وهو دهن السمسم إذ كانت في السوق معاصر خاصة للسمسم والاسم ينسب إلى الشيرجة أو الشرجة التي حُرفت إلى الشورجة.
وهناك رأي آخر يقول أن الشورجة هي كلمة كردية تتكون من مقطعين المقطع الأول (الشور) ويعني المالح والمقطع الثاني الـ(جه) أي مكان فتعني المكان المالح وبذلك يكون معنى الشورجة (النهر المالح) أو النهر المالح الصغير.

## تأثيره وأهميته
وكانت فيها معالم بارزة شاخصة للعيان تهدّم وانقرض بعضها في فترات مختلفة من الزمن مثل خان الدجاج وحمام الشورجة وسوق التمارة وسوق الغزل وسوق العطارين وعلاوي الشورجة وخان مخزوم وبنات الحسن ومرقد الحسين بن روح أحد السفراء الأربعة للامام المهدي وهو من علماء بغداد في القرون الماضية.

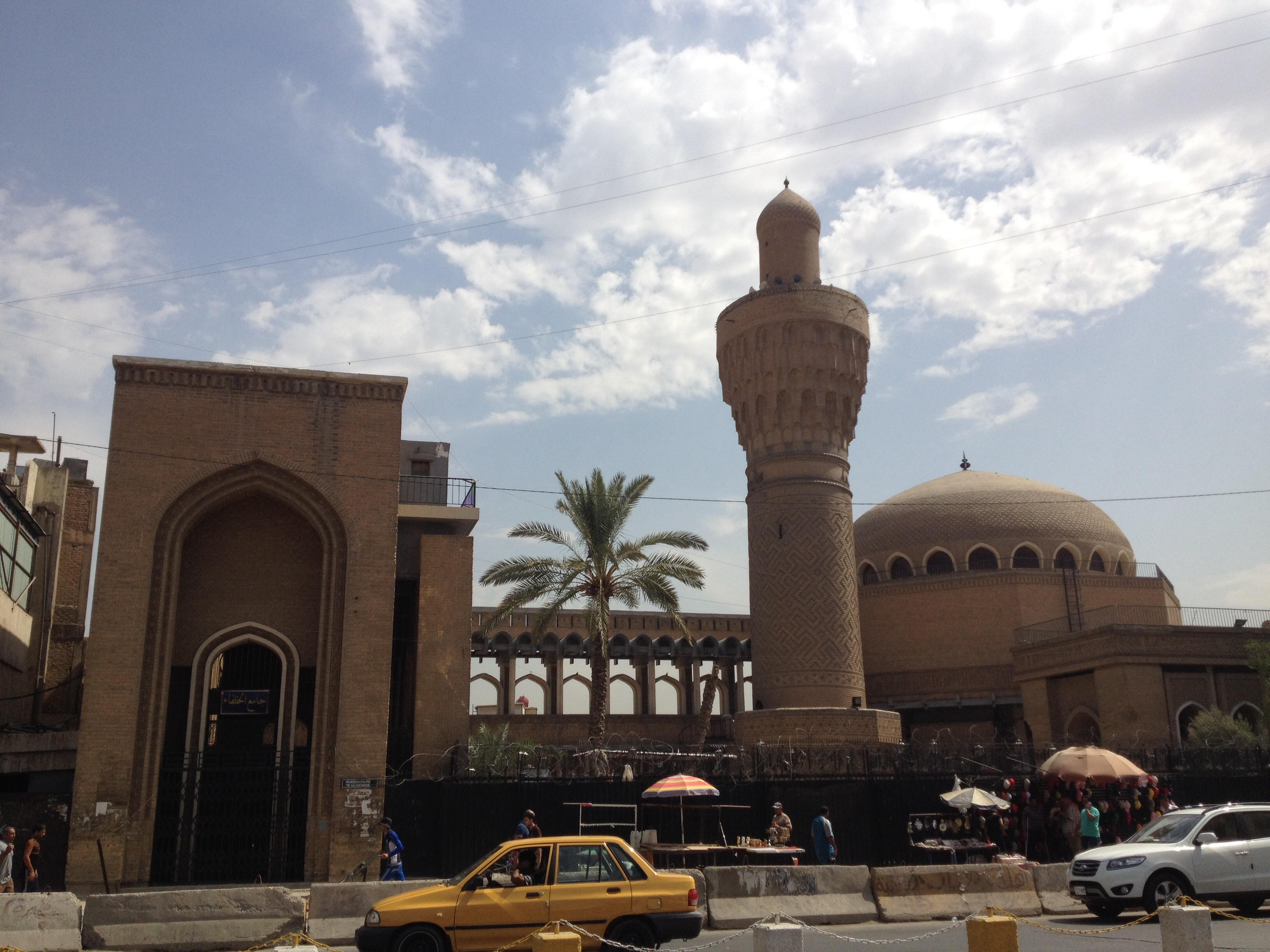
جامع الخلفاء في شارع الجمهورية قرب سوق الغزل

والشورجة سوق تراثية وشعبية عند البغداديين فأغلب البيوت البغدادية تجري سعياً إليها والتبضع فيها خصوصا في أيام رمضان والمناسبات والأعياد حيث تكثر الشموع والتوابل بأنواعها ومستلزمات الأعراس والافراح كافة.
وتعد المنطقة من المناطق التراثية التي تحوي بعض الآثار القديمة ومنها منارة ومئذنة جامع الخلفاء في سوق الغزل والتي يرجع عهدها إلى عصر الدولة العباسية، وفي الآونة الأخيرة تعرضت بعض مبانيها القديمة للهدم مثل الخانات التراثية القديمة كخان الآغا الصغير وبعض المباني القديمة الأخرى المجاورة وقد عثر فيها على عدد من آبار الماء المالح وهذا يؤكد على أن التسمية صحيحة.
يضم سوق الشورجة عدة فروع وهي أسواق متخصصة تزيد على (19) فرعاً منها سوق الصابون، وسوق التوابل، وسوق القرطاسية، وآخر للزجاجيات والفرفوري والفافون إلى غير ذلك. وله من الخانات 13 خاناً منها خان لاله الصغير، وخان جني مراد، وسبب تسمية الخان بـ(جني مراد) هو أنه عند احتراق الخان وانهيار بعض جهاته ظهر وراءها بناء فتخيل الناس أن البناء الذي ظهر هو من عمل الجن ثم خان الأمين وخان الآغا الكبير ومن الجوامع 4 جوامع منها جامع النخلة وجامع النوبجي.
أما المقاهي فقد كان هناك اثنان (مقهى المعلكة) ذلك لأنها تقع على سطح إحدى العلاوي، وقهوة قدوري التي كان يرتادها قراء المقام، وفيها قرأ المقام عبد الرزاق القبانجي والد الفنان محمد القبانجي.